# جامعة روبرت غوردون
جامعة روبرت غوردون بالإنجليزية (The Robert Gordon University) والمعروفة باسم RGU. واحدة من أهم الجامعات في المملكة المتحدة. ويعود تاريخ الجامعة إلى عام 1750م وهي جامعة حكومية.

## تصنيفها
- ترتيبها في المملكة المتحدة 11  نسخة محفوظة 14 فبراير 2008 على موقع واي باك مشين..
- ترتيبها بحسب الاعتراف الأوربي : H + وهو نفس التقيم لجامعة كامبرج واكسفورد وغيرهم.
- حصلت عام 2009 على أفضل جامعة عصرية في المملكة المتحدة وسميت أفضل جامعة بين الجيل الجديد من الجامعات البريطانية بحسب The Times Good University Guide 2009.
- حصلت عام 2007 على ان خريجيها لديهم أكبر فرصة للعمل Good University Guide 2007.
- عام 2006 أصبحت تدخل في ترتيب أفضل الجامعات في المملكة المتحدة بحسب ال Sunday Times.

## التاريخ
في عام 1720 قدم روبرت غوردن إلى ابردين وكان يريد أن يؤسس مدرسة لتعليم الأولاد الصغار وبعد وفاته وفي عام 1750 تم تأسيس مستشفى روبرت غرودن وفي عام 1881 تحولت لكلية روبرت غوردون ومع الوقت تم تبديل اسم الجامعة أكثر من مرة إلى أن استقر في عام 1991 على الاسم المعروف به حالياً وفي عام 2002 كان هناك مخطط لدمج جامعة ابردين وروبرت غوردن لكن لم يتم الاندماج.

## الإحصائيات
هناك تقريباً نحو 12,790 طالب يدرسون باكثر من 145 وقت كامل وتعتبر من أهم الجامعات في المملكة المتحدة وترتيبها 4 في المملكة المتحدة من حيث أن خريجيها لديهم فرصة للعمل.

## الكليات
- كلية التصميم والتكنولوجيا 
  - غراي مدرسة الفنون
  - سكوت ساثرلاند كلية الهندسة المعمارية والبيئة العمرانيه
  - مدرسة الحاسوب
  - كلية الهندسة
- كلية الصحة والرعاية الاجتماعية 
  - المدرسة التطبيقية للدراسات الاجتماعية
  - كلية العلوم الصحية
  - كلية علوم الحياة
  - مدرسة التمريض والقبالة
  - كلية الصيدله
- ابردين كلية إدارة الأعمال 
  - إدارة الموارد البشرية
  - فندق، والسياحة، وإدارة البيع بالتجزءه
  - للاتصال والاعلام
  - إدارة المعلومات
  - المحاسبه والتمويل
  - إدارة الاعمال
  - التسويق
  - الاقتصاد والسياسة العامة
  - القانون

## فروع في الخارج
لديهم فروع في العديد من الدول وأهمها في مدينة لوتسيرن سويسرا  وغيرها

## الدراسة عبر الإنترنت
هناك نحو 8000 طالب من 113 دولة يدرسون عبر الإنترنت

## أبردين
أبردين هي مدينة ذات تمثيل نيابى مستقل، (182714) نسمة، جزء منها في ابردينشر والجزء الآخر في كنكاردين، باسكتلندا على بحر الشمال عند مصب الدى، أهم ميناء وأكبر مدينة في شمال شرقى اسكتلندا. تدعى (المدينة الجرانيتية) لقربها من محاجر الجرانيت، وتشمل جامعة أبردين كليتى الملك (1494) وماريشال (1593). المقال الأصلي

## اسكتلندا
اسكتلندا دولة في شمال غرب أوروبا تعتبر جزء من المملكة المتحدة. تحتل الثلث الشمالي من جزيرة بريطانيا العظمى وتحدها جنوباً إنجلترا ويحدها شرقاً بحر الشمال وغرباً المحيط الأطلسي. عاصمتها أدنبرة، وأهم مدنها وأكبرها مدينة غلاسكو. كانت اسكتلندا مملكة مستقلة حتى 1 مايو 1707 م حين تم إقرار قانون الوحدة لعام 1707م والذي اتحدت بموجبه مملكتي إنجلترا واسكتلندا في ما يعرف اليوم بمملكة بريطانيا العظمى. المقال الأصلي

## معرض صور

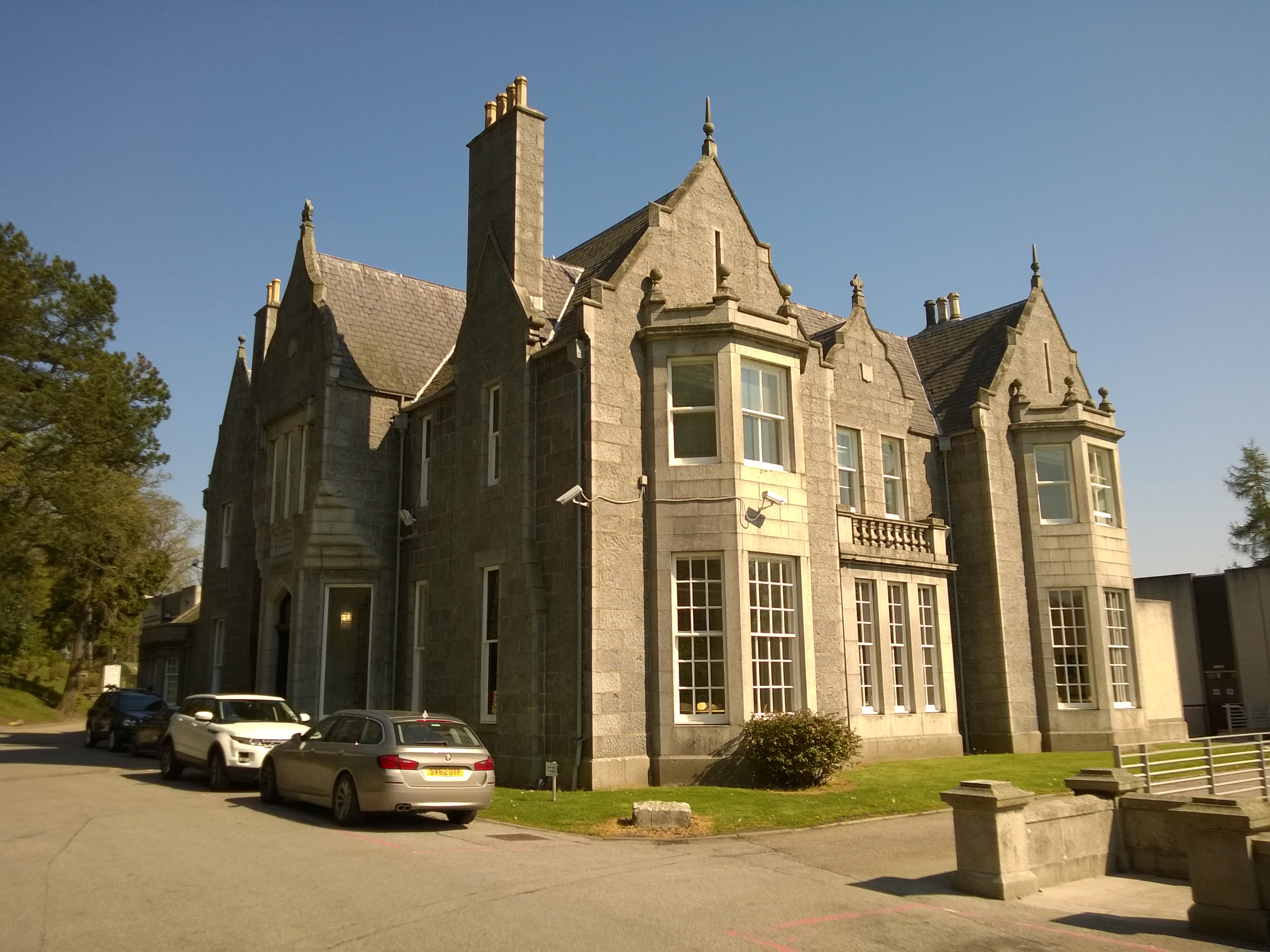
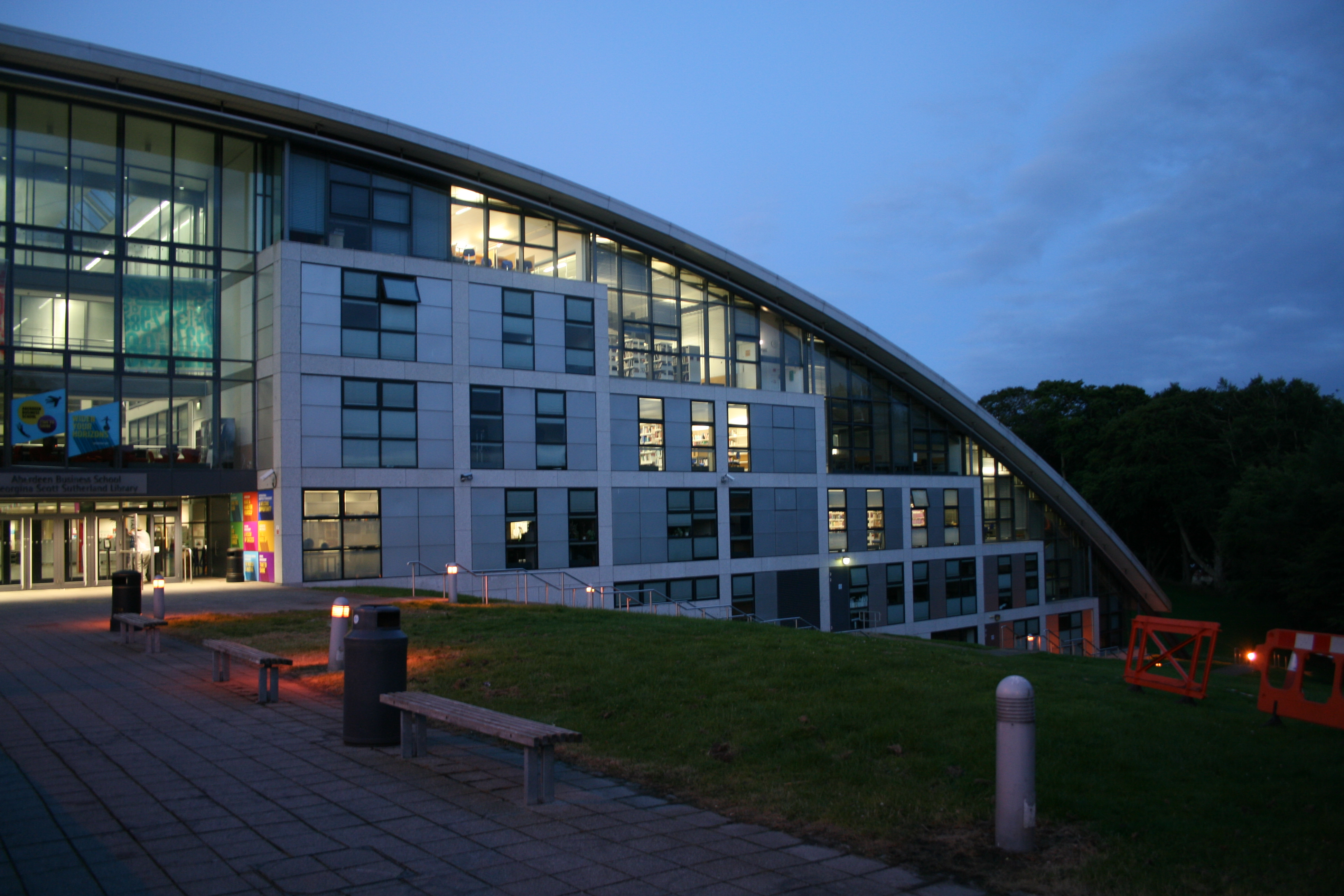
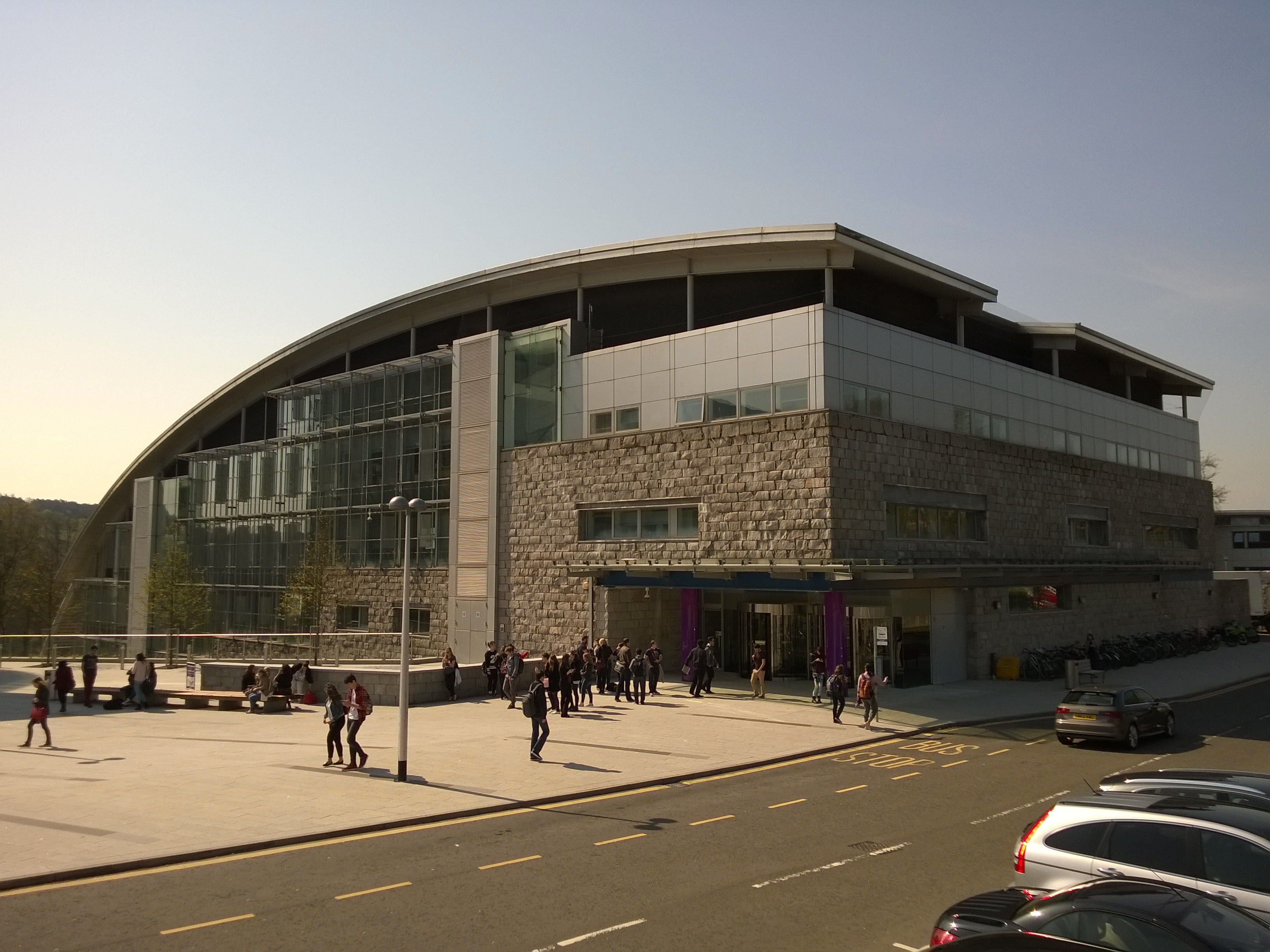
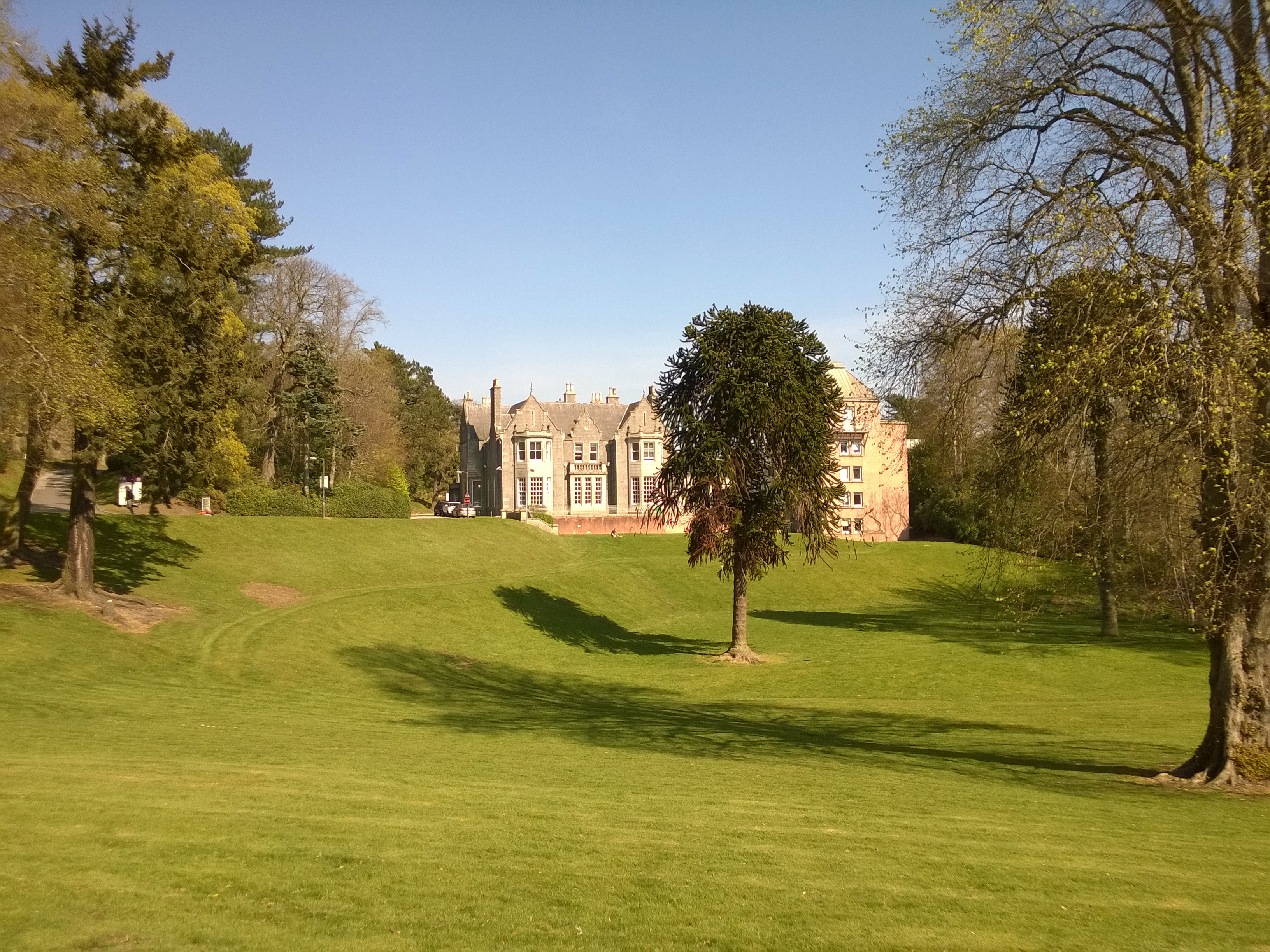

## وصلات خارجية
- جامعة روبرت غوردون
- رابطة الطلاب
- سلسلة من المحاضرات نسخة محفوظة 23 يونيو 2015 على موقع واي باك مشين.

1. ↑   https://orcid.org/members/001G000001kko5TIAQ-robert-gordon-university. {{استشهاد ويب}}: |url= بحاجة لعنوان (مساعدة) والوسيط |title= غير موجود أو فارغ (من ويكي بيانات) (مساعدة)
2. ↑  "معلومات عن جامعة روبرت غوردون على موقع data.crossref.org". data.crossref.org. مؤرشف من الأصل في 2019-12-15.
3. ↑  "معلومات عن جامعة روبرت غوردون على موقع umultirank.org". umultirank.org. مؤرشف من الأصل في 2019-12-16. {{استشهاد ويب}}: |archive-date= / |archive-url= timestamp mismatch (مساعدة)